# Washington Square Park

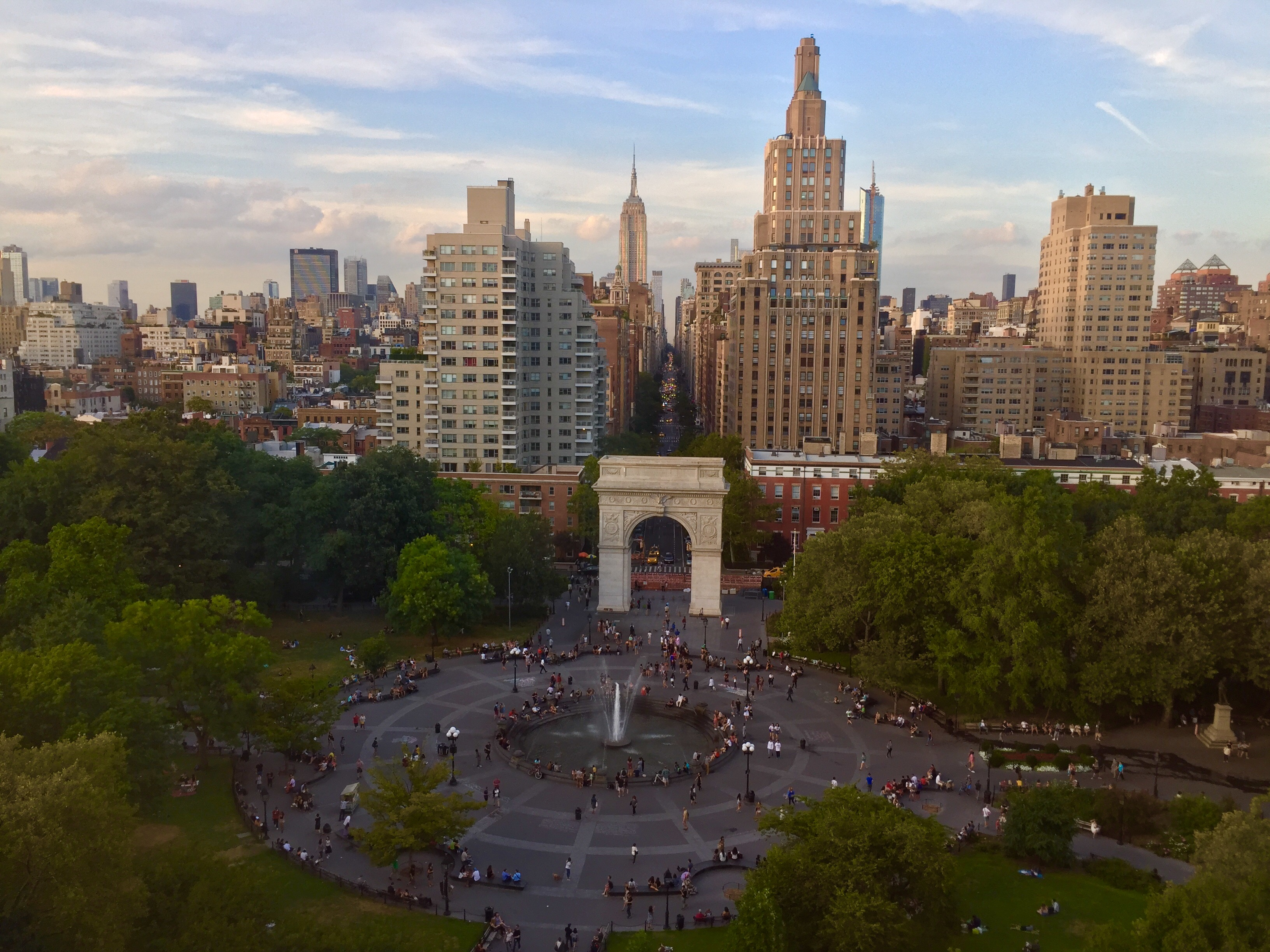
Washington Square Park.

Washington Square Park är en park i New York i USA. Den ligger på Manhattan vid Greenwich Village och är en av stadens mest kända parker. Den har fått sitt namn efter George Washington. Merparten av byggnaderna som omger parken tillhör New York University.